# Фредерік Форсайт
Фредері́к Маккарті Форса́йт (англ. Frederick McCarthy Forsyth; 25 серпня 1938, Ешфорд — 9 червня 2025) — англійський письменник. Автор таких відомих книг як «День Шакала», «Пси війни», «Досьє «Одеса», «Месник», «Афганістан». Твори Форсайта часто з'являються у списках бестселерів, і більше десятка його творів було екранізовано. До 2006 року він продав понад 70 мільйонів книжок більш ніж 30 мовами.

## Біографія
Народився в Ешфорді, графство Кент. Середню освіту здобув у Тонбриджській приватній чоловічій школі. Навчався в університеті Гранади в Іспанії.
У 17 років отримав ліцензію пілота, а у 19 — став наймолодшим льотчиком Королівських військово-повітряних сил Великої Британії, де служив у 1956–1958 роках.
Після звільнення зі служби працював репортером газети Eastern Daily Press у Норфолку, а з 1961 року — кореспондентом агентства Reuters спершу в Парижі, потім у Східному Берліні. У 1965 році повернувся до Лондона й працював телерадіожурналістом для BBC.
У 1967 році Форсайт висвітлював війну між Біафрою та Нігерією. Після конфлікту з керівництвом BBC був відкликаний до Лондона. Звільнився, повернувся до Біафри як незалежний журналіст, а згодом представляв інтереси Daily Express та Time.
У 1969 році опублікував першу книгу — документальну The Biafra Story, яка не мала комерційного успіху. Через фінансові труднощі у 1970 році він залишив журналістику й написав свій перший роман День Шакала за 35 днів. Після низки відмов від видавництв, роман отримав нагороду Едгара По та став бестселером.
Надалі Форсайт зосередився на жанрі політичного трилера. За власним визнанням, матеріальна мотивація відіграла важливу роль у виборі професії: «Я б не писав, якби мав достатньо грошей».
Його твори часто базуються на реальних подіях, які автор переосмислює у художній формі.
Член Консервативної партії, був одружений, мав двох дітей. Захоплювався риболовлею, дайвінгом та лижами. Мешкав на фермі в сільській місцевості.

## Визнання
За літературні здобутки письменник був нагороджений орденом Британської імперії.[джерело?]